# Narnack Records
Narnack Records  es una compañía discográfica independiente estadounidense fundada en el 2000 por Shahin M Ewalt en la ciudad de Nueva York, en la cual el fundador buscaba artistas ligados a una escena underground en Nueva York, aunque desde 2007 la discográfica en la actualidad se encuentra en Los Ángeles, California.
Una de las distribuidoras de Narnack Records es: Lions Gate Records, que es filial de la compañía cinematográfica: Lionsgate Films, pero que poco después se trasladó a la distribuidora The Orchard y parcialmente a la discográfica TVT Records.
El estilo de la discográfica esta enfocado en el rock, post-punk, garage rock, noise rock y el indie rock, pero también aborda otros estilos musicales como la americana, la electrónica, el hip-hop, el dub y el reggae.

## Algunos artistas de la discográfica
- 400 Blows
- Bunny Brains
- Coachwhips
- Deerhoof
- Friends of Dean Martinez
- Garrett Pierce
- Guitar Wolf
- Hypernova (Irán)
- Osees
- The Fall
- The Intelligence
- Tyondai Braxton (Battles)
- Yellow Swans